# 말리카 셰라와트
말리카 셰라와트(Mallika Sherawat, 1976년 10월 24일 ~ )는 인도의 배우, 모델이다.